# Áyios Vasílios (Korinth)
Áyios Vasílios (Agios Vasileios) är en ort i Grekland. Den ligger i prefekturen Nomós Korinthías och regionen Peloponnesos, i den sydöstra delen av landet, 80 km väster om huvudstaden Aten. Áyios Vasílios ligger 284 meter över havet och antalet invånare är 1 264.
Terrängen runt Áyios Vasílios är kuperad. Runt Áyios Vasílios är det ganska glesbefolkat, med 24 invånare per kvadratkilometer. Närmaste större samhälle är Argos, 19,1 km söder om Áyios Vasílios. == Kommentarer ==
1. ↑  Framräknat ur variansen i alla höjduppgifter (DEM 3") från Viewfinder Panoramas, inom 10 km radie.[2] Mer om algoritmen finns här: Användare:Lsjbot/Algoritmer.